# Malibu (Californie)
Pour les articles homonymes, voir Malibu.
 (juin 2017).
Si vous disposez d'ouvrages ou d'articles de référence ou si vous connaissez des sites web de qualité traitant du thème abordé ici, merci de compléter l'article en donnant les références utiles à sa vérifiabilité et en les liant à la section « Notes et références ».
Malibu est une ville du comté de Los Angeles, dans l'État de Californie aux États-Unis. D'après le recensement de 2010, la ville comptait 12 645 habitants. Elle est connue pour ses chaudes plages de sable et pour être la ville où résident de nombreuses stars du cinéma et de la musique. Elle est la capitale du surf aux États-Unis. Les devises de la ville sont :
- Malibu: A Way of Life : Malibu : un style de vie ;
- Where the mountains meet the sea : Où les montagnes rejoignent l'océan (Pacifique).

## Géographie

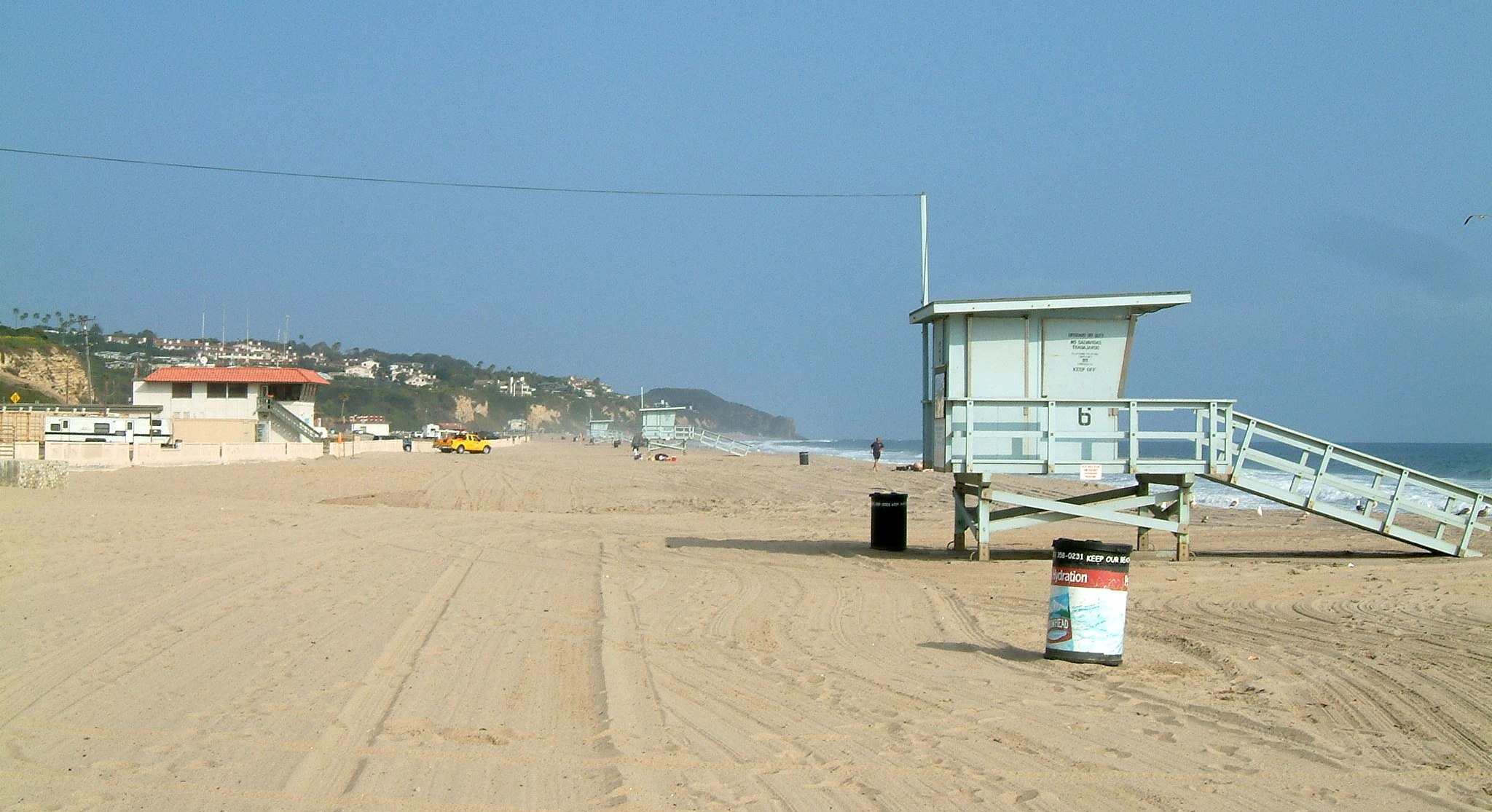
Plage de Malibu.

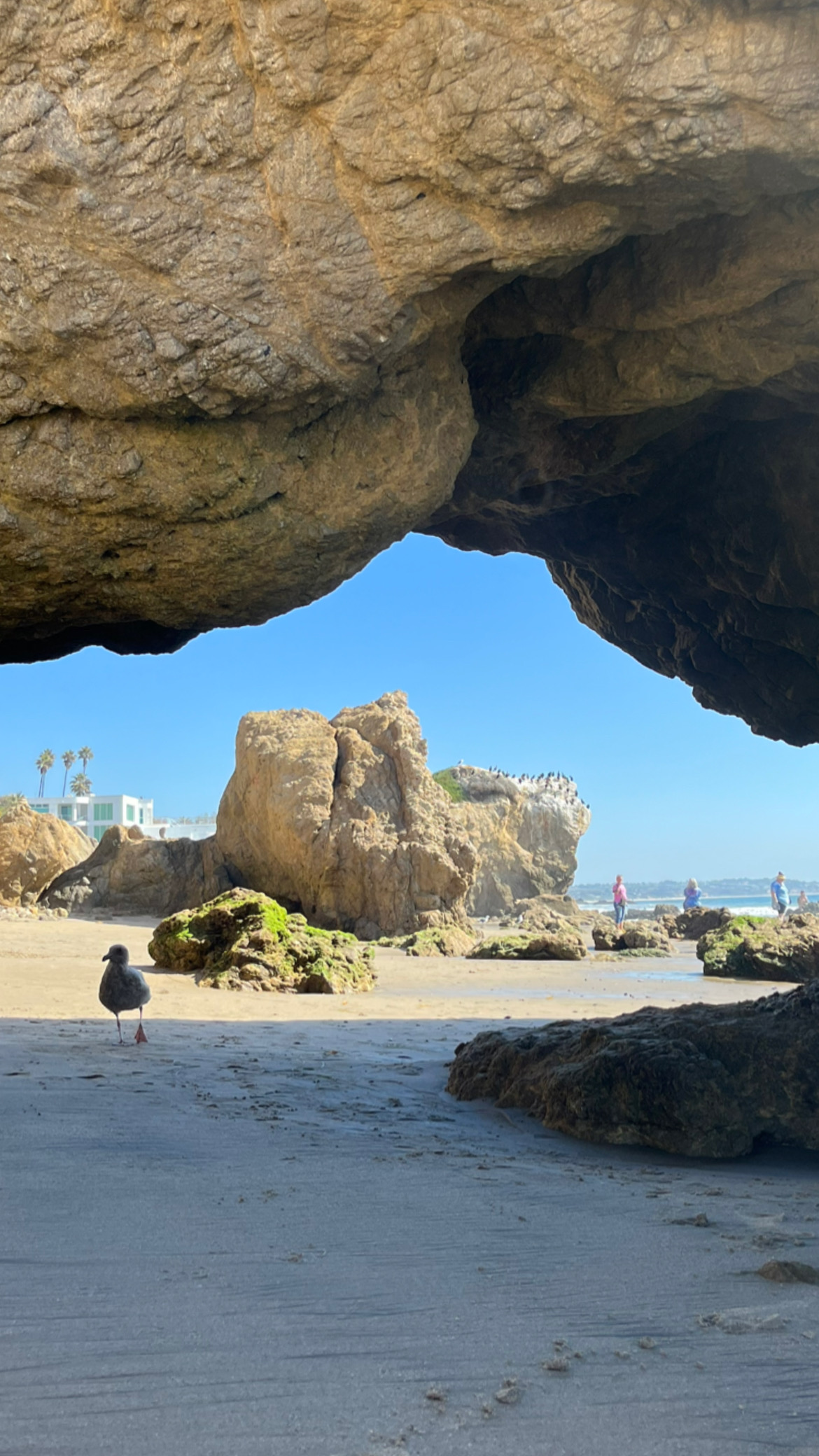

Située une heure à l'ouest de Los Angeles, la ville de Malibu est une bande longue de 43 km, qui s’étale le long de l’océan Pacifique, une cité balnéaire convoitée pour ses belles plages de sable blanc baignées de soleil toute l’année. Rien d’étonnant à ce que de nombreuses célébrités du monde du spectacle et du cinéma y aient élu domicile. La plupart des résidents vivent à proximité de l’autoroute Pacific Coast Highway (California State Route 1), qui traverse la ville.
Malibu est mitoyenne de Topanga et Pacific Palisades à l’est, des monts Santa Monica au nord, de l’océan Pacifique au sud et du comté de Ventura au nord‑ouest et à l’ouest.
Malibu State Beach et Topanga State Beach comptent parmi ses plus belles plages. Parmi les sites naturels, Malibu compte le Malibu Creek State Park et la Santa Monica Mountains National Recreation Area. Surfrider Beach, Broad Beach, Pirate's Cove, Zuma Beach et Trancas s’égrainent le long du littoral de Malibu. Point Dume est le point le plus septentrional de la baie de Santa Monica, offrant une vue panoramique s’étalant de la péninsule Palos Verdes jusqu’à l’île Santa Catalina.
La ville occupe une surface de 261,5 km2, ce qui fait d’elle une des plus grandes villes de Californie et des États-Unis en termes de surface terrestre et maritime : 51,5 km2 à terre et 210 km2 en mer (les limites de la ville débordent de 5 km sur l’océan).
La situation géographique de Malibu la met à la merci de catastrophes naturelles : inondations, tremblements de terre, incendies et glissements de terrain. Une erreur largement répandue consiste à penser que les côtes de Californie vont uniformément du Nord au Sud, alors que le littoral de Malibu s’étend d’Est en Ouest. L’océan se trouve donc au Sud, le mont Santa Monica au Nord. Les habitants même de Malibu situent dans le langage courant le comté de Ventura au Nord et Santa Monica au Sud, alors qu’ils sont sensiblement à la même latitude.
Les prix de l’immobilier de Malibu sont parmi les plus élevés des États-Unis, et les développements sont strictement contrôlés par le conservatoire du Mont Santa Monica.

## Historique

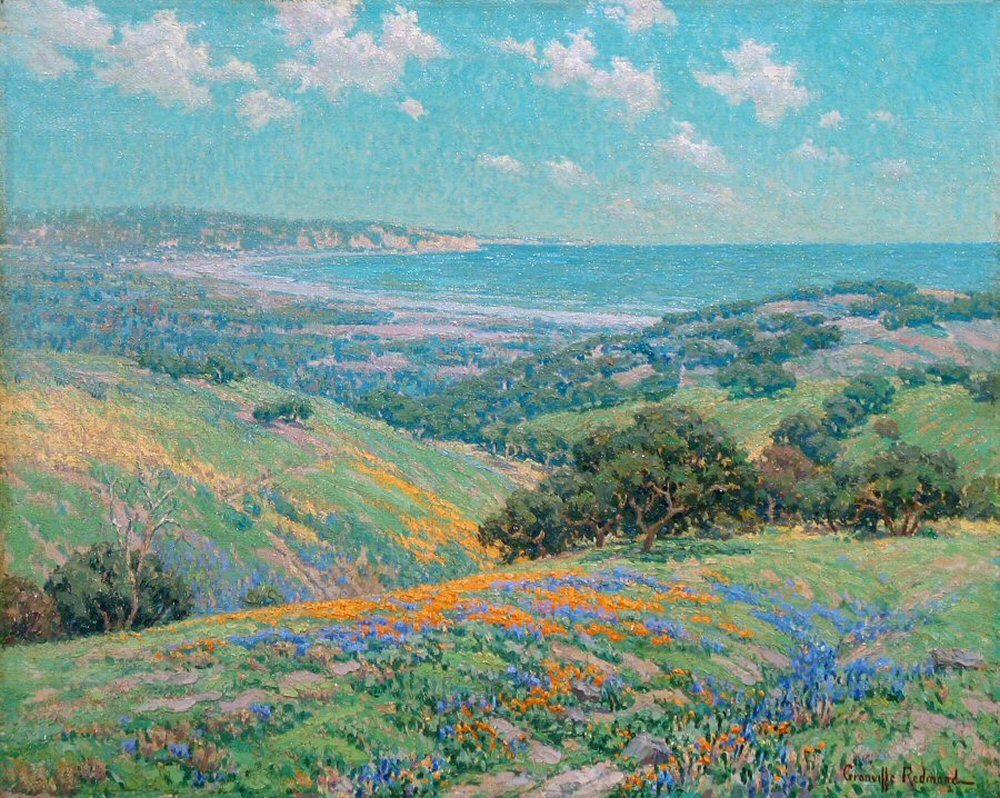
Malibu, peinte par Granville Redmond.

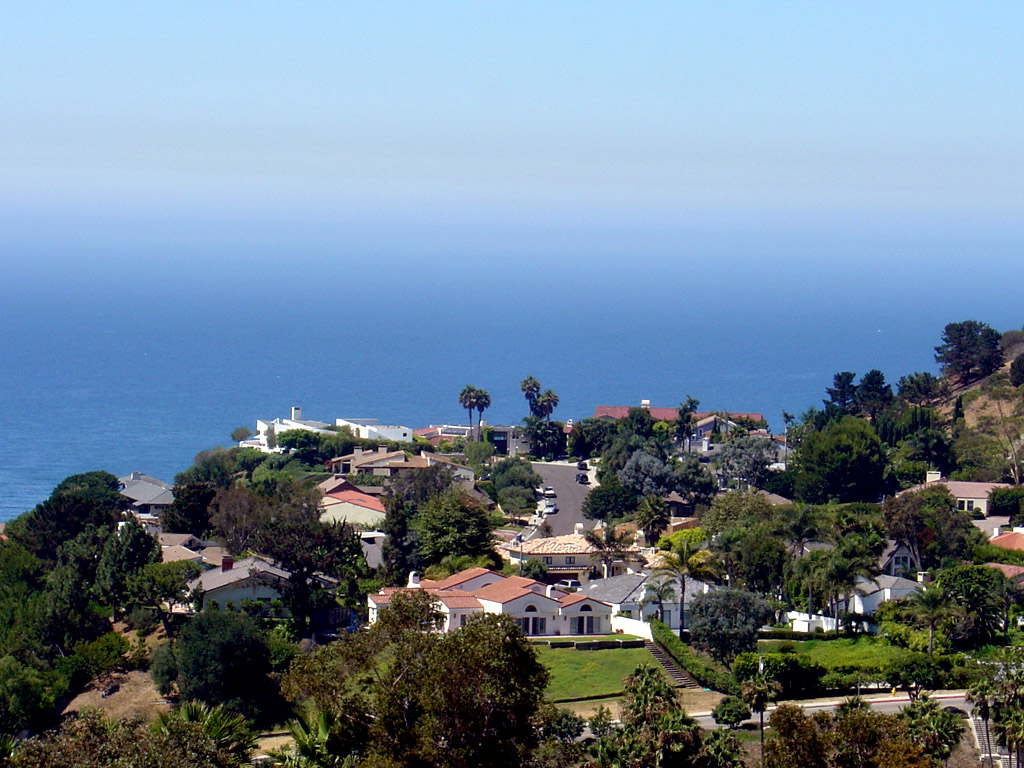
Malibu, vue de Pepperdine University.

Malibu faisait autrefois partie du territoire de la tribu indienne des Chumash. Elle s’appelait alors « Humaliwo », qui se traduit par « où les vagues font du bruit », en langue chumash.
L’explorateur portugais naviguant pour les Espagnols João Rodrigues Cabrilho aurait jeté l’ancre en 1542 dans le Malibu Lagoon, situé en extrémité d’estuaire du Malibu Creek, pour s’avitailler en eau potable.
Les Espagnols revinrent sur site pour y établir une mission de 120 km2 en 1802. Le ranch passa intact entre les mains de Frederick Hastings Rindge en 1891. Lui et sa veuve, Rhoda May Rindge, défendirent jalousement leur propriété, en recrutant des gardiens chargés de chasser tout intrus. Ils engagèrent un procès de longue haleine contre la Southern Pacific pour empêcher la construction d’une ligne de chemin de fer.
Peu de routes pénétraient encore la propriété en 1929, lorsque l’État remporta un nouveau procès l’autorisant à construire l’autoroute Pacific Coast Highway. May Rindge fut alors contrainte de subdiviser sa propriété et commença à vendre ou louer des parcelles. Malibu Colony, se situant sur la rive opposée au lagon, fut l’une des premières zones occupées.
En 1926, afin d’éviter de vendre de nouvelles terres pour éponger ses dettes, Rhoda May Rindge monta une petite fabrique de tuiles en céramique, la Malibu Potteries. Au plus fort de son activité, elle employa 100 ouvriers, et produit des tuiles décoratives ornant plusieurs bâtiments publics de Los Angeles et des résidences privées de Beverly Hills.
L’usine, située à une dizaine de kilomètres du quai, a été ravagée par un incendie en 1931. Bien qu’elle rouvrit partiellement en 1932, elle ne put surmonter les effets de la Grande Dépression qui entraînait un déclin brutal des projets immobiliers dans le sud de la Californie.
Les tuiles artisanales et décoratives de Malibu sont aujourd’hui très recherchées. De beaux spécimens peuvent être vus à Adamson House et Serra Retreat, villa de 50 pièces dont la construction débuta dans les années 1920 comme résidence principale de Rindge et jouissant d’une vue panoramique sur le lagon. Le bâtiment, bien qu’inachevé, fut vendu à l’Ordre Franciscain en 1942 pour devenir un lieu de retraite. Il brûla en 1970 et fut reconstruit avec la plupart des tuiles originales. La maison fait aujourd’hui partie du Malibu Creek State Park, qui se situe entre le Malibu Lagoon et la plage Surfrider Beach, près du quai Malibu Pier, construit à l’origine pour y amarrer le yacht familial des Rindge.
En 1991, Malibu, qui resta longtemps une zone non incorporée du comté de Los Angeles, obtint le statut de municipalité, facilitant l’exercice du pouvoir local. Avant cette date, les résidents durent se battre contre divers projets d’aménagement, comprenant la construction d’une autoroute, d’une centrale nucléaire et plusieurs plans d’assainissement. L’acteur Martin Sheen fut membre du conseil municipal de Malibu.

## Démographie
| Groupe            | Malibu | Californie | États-Unis |
| ----------------- | ------ | ---------- | ---------- |
| Blancs            | 91,5   | 57,6       | 72,4       |
| Métis             | 3,1    | 4,9        | 2,9        |
| Asiatiques        | 2,6    | 13,1       | 4,8        |
| Autres            | 1,4    | 17,0       | 6,2        |
| Afro-Américains   | 1,2    | 6,2        | 12,6       |
| Amérindiens       | 0,2    | 1,0        | 0,9        |
| Océaniens         | 0,1    | 0,4        | 0,2        |
| Total             | 100    | 100        | 100        |
|                   |        |            |            |
| Latino-Américains | 6,1    | 37,6       | 16,7       |

En 2000, on dénombrait 12 575 habitants, 5 137 foyers et 3 164 familles. La densité de population était de 244,4 hab/km². On comptait 6 126 logements avec une densité de 119 unités/km². La composition ethnique de la ville était la suivante : 91,91 % de Blancs, 0,90 % d’Afro-Américains, 0,21 % d’Indiens, 2,49 % d’Asiatiques, 0,10 % des îles du Pacifique, 1,67 % d’autres groupes ethniques, 2,72 % de métis. 5,48 % de la population est d’origine hispanique.
La ville comptait 5 157 foyers, dont 25,3 % avait des enfants mineurs vivant avec leurs parents, 51,5 % étaient des couples mariés vivant ensemble, 6,7 % étaient des femmes célibataires, 38,4 % n’étaient pas des familles. 27,3 % des foyers étaient des célibataires vivant seuls et 6,7 % étaient des gens de 65 ans et plus vivant seuls. La taille moyenne des foyers était de 2,39 personnes et la taille moyenne des familles de 2,86.
19,6 % avaient moins de 18 ans, 7,9 % de 18 à 24 ans, 26,4 % de 25 à 44, 32,0 % de 45 à 64 ans et 14,0 % de 65 ans et plus. L’âge médian était de 43 ans. Pour 100 femmes, on dénombrait 97,8 hommes. Pour 100 femmes de plus de 18 ans, on comptait 95,6 hommes.
Le revenu médian par foyer était de 102 031 $, et par famille de 123 293 $. Les hommes avaient un revenu médian de plus de 100 000 $ contre 46 919 $ pour les femmes. Le revenu médian par tête était de 74 336 $. 7,6 % de la population et 3,2 % des familles vivaient sous le seul de pauvreté, de même que 6,8 % des mineurs et 1,1 % des plus de 65 ans.
Selon l'American Community Survey pour la période 2010-2014, 86,19 % de la population âgée de plus de 5 ans déclare parler l'anglais à la maison, 2,81 % déclare parler l'espagnol, 1,76 % l'allemand, 1,76 % le persan, 1,34 % une langue chinoise, 1,31 % le français, 0,72 % l'italien, et 4,11 % une autre langue.
| 2000   | 2010   | 2020   | - | - | - |
| ------ | ------ | ------ | - | - | - |
| 12 575 | 12 645 | 10 654 | - | - | - |

## Tourisme

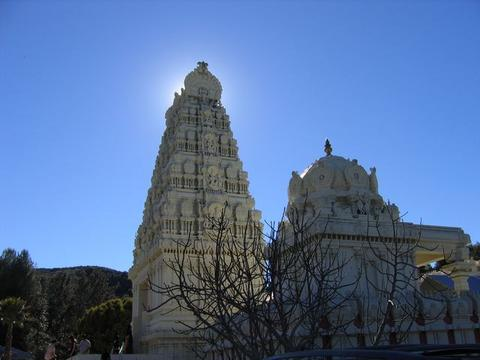
Le temple Hindou de Malibu.

Malibu doit sa renommée à ses plages et ses résidents célèbres. La pratique du surf, près du quai de Malibu, marque l’emplacement par où ce sport est entré en l’Amérique continentale.
Le temple hindou, construit en 1981, se situe près de Calabasas. Il est la propriété et est géré par la Hindu Temple Society of Southern California.

## Enseignement
L’académie offre un enseignement public en primaire et secondaire. Jusque dans les années 1980, les collégiens de Malibu devaient aller étudier en bus à Santa Monica au titre des lois américaines sur la mixité sociale.
La Pepperdine University, dominant la plage, dispense un enseignement de qualité.

## Univers de fiction
De nombreux films et séries télévisées ont été filmés à Malibu, parmi lesquels La Planète des singes, la série Hannah Montana, La série Newport Beach est également filmée en partie à Malibu notamment pour les plans extérieurs de la maison des Cohen. Mon oncle Charlie est une sitcom dont la majeure partie de l'action se situe dans une villa en bord de plage de Malibu.
Malibu est aussi le lieu de résidence de Tony Stark dans Iron Man 1, 2, 3.
Dans la série animée Les Simpson, Lisa fait souvent allusion à sa poupée nommée Malibu Stacy.
Dans la série Mentalist, Patrick Jane possède une résidence dans laquelle furent assassinés sa femme et sa fille. L'acteur qui l'incarne (Simon Baker) réside d'ailleurs actuellement à Malibu.
Malibu est une chanson du groupe américain Hole.
Le premier clip des One Direction, Whats Makes Your Beautiful, a été tournée sur la plage de Malibu.
En 2017, la chanteuse américaine Miley Cyrus sort un titre nommé Malibu, le clip de ce dernier étant tourné dans les environs de la ville.
La ville apparaît dans le jeu vidéo Grand Theft Auto V sous le nom de Chumash.
De nombreux produits ont été nommés d’après la ville, bien qu’aucun ne soit fabriqué sur place :
- la Chevrolet Malibu ;
- Barbie Malibu ;
- le rhum Malibu.

Dans les saisons 5 et 6 des Totally Spies!, les trois espionnes étudient à l'université de Mali'U qui est un clin d'œil à Malibu. Elles étaient précédemment lycéenne à Beverly Hills, autre ville du comté de Los Angeles.

## Personnalités liées à Malibu
- Angelina Jolie
- Anthony Hopkins
- Anthony Kiedis
- Aaron Paul
- Bill Murray
- Bob Dylan
- Brad Pitt
- Bruce Willis
- Cherilyn Sarkisian
- Colbie Caillat
- David Charvet
- Dustin Hoffman
- Eddie Murphy
- Halle Berry
- Jack Nicholson
- Jaden Smith
- James Cameron
- Janet Jackson
- Jeff Bridges
- Jim Carrey
- John Travolta
- Lady Gaga
- Lana Del Rey
- Leonardo DiCaprio
- Martin Sheen
- Matt Groening
- Mel Brooks
- Richard Gere
- Robert Downey Jr.
- Robert Redford
- Sean Penn
- Shannen Doherty
- Simon Baker
- Steven Spielberg
- Sting
- Sylvester Stallone
- Tom Hanks
- Will Smith
- Jada Pinkett Smith
- Willow Smith
- Rebecca Rigg
- Susan Downey
- Trudie Styler
- Charlize Theron
- Miley Cyrus
- Liam Hemsworth